# Novembre 1981

## Événements de novembre 1981
- Brésil : Pacto de Novembro. Les règles du jeu électoral sont modifiées. Le suffrage direct pour les gouverneurs est retenu mais les alliances entre partis sont interdites, de même que le panachage entre les listes, pour éviter une coalition de l’opposition. Le PP décide alors de se fondre dans le PMDB, scellant l’échec de la stratégie de Golbery établie en 1980.
- Au Québec, la Nuit des Longs Couteaux (Québec) est un terme utilisé en référence à la nuit du 4 novembre 1981.

- 1er novembre : indépendance de Antigua-et-Barbuda.

- 3 novembre[1] : retrait des troupes libyennes du Tchad.

- 9 novembre : 
  - La Mauritanie abolit officiellement l'esclavage.
  - Ne Win abandonne la présidence de la Birmanie à San Yu, un général, mais garde la direction du parti.

- 18 novembre : Reagan propose l’« option zéro » en Europe : zéro SS-20, zéro Pershing.

- 22 novembre : Brejnev propose un désarmement unilatéral des armements à moyenne portée, lors d’un voyage en Allemagne.

- 25 novembre : 
  - Hafez el-Assad force l’OLP à rejeter le plan Fahd.
  - Rallye automobile : arrivée du Rallye de Grande-Bretagne.

- 29 novembre : élection présidentielle au Honduras. Roberto Suazo Córdova, du parti libéral et Zúñiga, du parti national, s’engagent à ce que l’armée continue après les élections à contrôler les questions de sécurité nationale, qu’elle possède un droit de veto sur les nominations gouvernementales et qu’aucune enquête ne soit ouverte sur la corruption dans l’armée. De son côté, l’armée s’engage à respecter le scrutin. Roberto Suazo Córdova est élu président avec 52,3 % des voix.

- 30 novembre : ouverture à Genève de négociations EU-URSS sur les euromissiles en Europe.

## Naissances
- 3 novembre : Jackie Gayda, catcheuse américaine.
- 4 novembre : Guy Martin, pilote motocycliste anglais.
- 5 novembre : Marquese Scott, danseur américain.
- 7 novembre : Lily Thai, actrice pornographique américaine.
- 8 novembre :
  - Julius Johnson, basketteur américain.
  - Azura Skye, actrice américaine.
- 10 novembre : Amanda Fraser, athlète handisport australienne.
- 11 novembre : Guillaume de Luxembourg, héritier du grand-duc Henri.
- 18 novembre : Alaa Abdel Fattah, militant, blogueur et informaticien égyptien.
- 21 novembre : Ainārs Kovals, né à Riga, est un athlète letton spécialiste du lancer du javelot.
- 22 novembre : Stefan Mücke, pilote automobile allemand.
- 24 novembre : Éric Raffin,  jockey de trot monté.
- 25 novembre : Xabier "Xabi" Alonso Olano, à Tolosa (Pays basque, Espagne), footballeur espagnol.
- 26 novembre : Magali Berdah, femme d'affaires française.
- 28 novembre : 
  - Louise Bourgoin, actrice et animatrice de télévision française.
  - Moyindo Mpongo, acteur congolais.
- 29 novembre : Bun Hay Mean, humoriste, acteur français († 10 juillet 2025).

## Décès
- 3 novembre : Jean Eustache réalisateur et acteur français (° 1938).
- 9 novembre : Frank Malina, ingénieur aéronautique américain (° 2 octobre 1912).
- 10 novembre : Abel Gance, réalisateur français (° 1889).
- 19 novembre : Henri Padou, nageur et joueur de water-polo français (° 15 mai 1898).
- 26 novembre : Max Euwe, joueur d’échecs néerlandais (° 1901).
- 29 novembre : Natalie Wood, actrice américaine (° 20 juillet 1938).